# Isla Brava (Costa Rica)
Isla Brava es el nombre de una isla fluvial ubicada entre el Caño Bravo y el río Colorado de Costa Rica, y al sur de la isla Calero, muy cerca del mar Caribe y que posee una superficie aproximada de 4.440 hectáreas (equivalentes a 44,4 km²). Es la segunda isla más grande de ese país centroamericano, administrativamente forma parte de la provincia costarricense de Limón. Ambas islas forman parte del Refugio nacional de fauna silvestre Barra del Colorado. Justo en su parte sur se encuentran las pequeñas islas Buenavista.